# Commensacq
Commensacq – miejscowość i gmina we Francji, w regionie Nowa Akwitania, w departamencie Landy.
Według danych na rok 1990 gminę zamieszkiwało 345 osób, a gęstość zaludnienia wynosiła 5 osób/km² (wśród 2290 gmin Akwitanii Commensacq plasuje się na 840. miejscu pod względem liczby ludności, natomiast pod względem powierzchni na miejscu 73.).